# M'laya
Le m'laya (en arabe : ملاية) est le voile féminin de Constantine en Algérie.

## Description
Voile algérien de la région de l'est algérien, de 3 mètres de longueur, porté par les femmes à l'extérieur afin de se protéger du regard masculin.

## Origine
Ce voile était à l'origine comme tous les voiles ou Haïk algérien de couleur blanche mais à la suite de la mort de Salah Bey ; toutes les femmes endeuillées portèrent le voile noir. Selon des intellectuels constantinois et d'autres, la m'laya a été, depuis la période des Fatimides, l'habit des Constantinoises[réf. nécessaire].